# Токорозава
Токорозава (јап. 所沢市) град је у Јапану у префектури Саитама. Према попису становништва из 2005. у граду је живело 336.081 становника.

## Становништво
Према подацима са пописа, у граду је 2005. године живело 336.081 становника.
| 1995.   | 2000.   | 2005.   |
| ------- | ------- | ------- |
| 320.406 | 330.100 | 336.081 |